# Saint-Martin-d'Ary
Saint-Martin-d'Ary é uma comuna francesa na região administrativa da Nova Aquitânia, no departamento de Charente-Maritime. Estende-se por uma área de 8,61 km². Em 2010 a comuna tinha 479 habitantes (densidade: 55,6 hab./km²).